# Polnische Meisterschaften im Skilanglauf 2023
Die Polnischen Meisterschaften im Skilanglauf 2023 fanden am 29. und 30. Dezember 2022 in Zakopane und vom 10. bis zum 12. März 2023 in Szklarska Poręba statt. Ausgetragen wurden bei den Männern die Distanzen 10 km, 15 km und 20 km und bei den Frauen 5 km, 10 km und 15 km. Zudem wurden Sprint und Teamsprints absolviert. Die Rennen am 29. und 30. Dezember wurden im Rahmen des Slavic-Cups ausgetragen. Bei den Männern gewann Sebastian Bryja über 15 km, 20 km sowie zusammen mit Robert Bugara für den UKS Regle Kościelisko im Teamsprint. Zudem siegte Maciej Staręga im Sprint und Mateusz Haratyk über 10 km. Bei den Frauen holte Monika Skinder die Meistertitel im Sprint und zusammen mit Karolina Kuć für den MULKS Tomaszów Mazowiecki im Teamsprint. Zudem triumphierte Weronika Kaleta über 5 km, Daria Szkurat über 10 km und Izabela Marcisz über 20 km.

## Ergebnisse Herren

### Sprint Freistil
| Platz | Name              | Verein                |
| ----- | ----------------- | --------------------- |
| 1     | Maciej Staręga    | UKS Rawa Siedlce      |
| 2     | Jiří Tuž          | Tschechien            |
| 3     | Michał Skowron    | KS AZS-AWF Katowice   |
| 4     | Mateusz Haratyk   | Trójwieś Beskidzka    |
| 5     | Robert Bugara     | UKS Regle Koscielisko |
| 6     | Piotr Sobiczewski | UKS Rawa siedlce      |

Datum: 11. März

Es waren 43 Läufer am Start. Ausländische Teilnehmer erhielten keine Medaillen.

### 10 km klassisch
| Platz | Name            | Verein                    | Zeit (min) |
| ----- | --------------- | ------------------------- | ---------- |
| 1     | Mateusz Haratyk | Trójwieś Beskidzka        | 25:54,1    |
| 2     | Sebastian Bryja | UKS Regle Kościelisko     | 26:00,2    |
| 3     | Piotr Jarecki   | KS AZS-AWF Katowice       | 26:28,7    |
| 4     | Kacper Antolec  | KS AZS-AWF Katowice       | 26:38,7    |
| 5     | Robert Bugara   | UKS Regle Kościelisko     | 26:45,1    |
| 6     | Andrej Renda    | Slowakei                  | 27:08,1    |
| 7     | Pawel Bryja     | UKS Regle Kościelisko     | 27:11,9    |
| 8     | Hubert Tomaszek | MKS Halicz Ustrzyki Dolne | 27:13,8    |
| 9     | Łukasz Gazurek  | Trójwieś Beskidzka        | 27:14,0    |
| 10    | Michal Boreczek | KS AZS-AWF Katowice       | 27:23,6    |

Datum: 29. Dezember

Es waren 46 Läufer am Start.

### 15 km Freistil
| Platz | Name            | Verein                | Zeit (min) |
| ----- | --------------- | --------------------- | ---------- |
| 1     | Sebastian Bryja | UKS Regle Kościelisko | 36:20,1    |
| 2     | Piotr Jarecki   | KS AZS-AWF Katowice   | 37:00,6    |
| 3     | Mateusz Haratyk | Trójwieś Beskidzka    | 37:04,6    |
| 4     | Łukasz Gazurek  | Trójwieś Beskidzka    | 37:53,6    |
| 5     | Pawel Bryja     | UKS Regle Kościelisko | 37:57,5    |
| 6     | Kacper Antolec  | KS AZS-AWF Katowice   | 38:04,2    |
| 7     | Andrej Renka    | Slowakei              | 38:10,3    |
| 8     | Kacper Gunka    | UKS Regle Kościelisko | 38:55,1    |
| 9     | Dawid Pilch     | WSS Wisla             | 38:58,1    |
| 10    | Matej Horniak   | Slowakei              | 39:08,4    |

Datum: 30. Dezember

Es waren 54 Läufer am Start.

### 20 km klassisch Massenstart
| Platz | Name            | Verein                | Zeit (min) |
| ----- | --------------- | --------------------- | ---------- |
| 1     | Sebastian Bryja | UKS Regle Kościelisko | 52:10,5    |
| 2     | Piotr Jarecki   | KS AZS-AWF Katowice   | 52:12,1    |
| 3     | Ondrej Pilar    | Tschechien            | 52:20,1    |
| 4     | Jakub Augsten   | Tschechien            | 52:25,0    |
| 5     | Robert Bugara   | UKS Regle Kościelisko | 52:26,3    |
| 6     | Simon Pavlasek  | Tschechien            | 41:33,0    |
| 7     | Mateusz Haratyk | Trójwieś Beskidzka    | 52:38,9    |
| 8     | Łukasz Gazurek  | Trójwieś Beskidzka    | 52:45,6    |
| 9     | Kacper Gunka    | UKS Regle Koscielisko | 53:04,0    |
| 10    | Matej Koznar    | Tschechien            | 54:53,7    |

Datum: 12. März

Es waren 28 Läufer am Start. Ausländische Teilnehmer erhielten keine Medaillen.

### Teamsprint Freistil
| Platz | Team                                               | Zeit (min) |
| ----- | -------------------------------------------------- | ---------- |
| 1     | UKS Regle KościeliskoRobert Bugara Sebastian Bryja | 15:31,52   |
| 2     | UKS Rawa SiedlcePiotr Sobiczewski Maciej Staręga   | 15:41,72   |
| 3     | KS AZS-AWF KatowicePiotr Jarecki Michał Skowron    | 15:49,65   |
| 4     | Trójwieś BeskidzkaMateusz Haratyk Łukasz Gazurek   | 15:57,80   |
| 5     | UKS Regle KościeliskoKacper Gunka Pawel Bryja      | 16:34,90   |
| 6     | WSS WisłaTomasz Wasowicz Dawid Pilch               | 16:50,78   |

Datum: 10. März

Es waren neun Teams am Start.

## Ergebnisse Frauen

### Sprint Freistil
| Platz | Name                 | Verein                    |
| ----- | -------------------- | ------------------------- |
| 1     | Monika Skinder       | MULKS Tomaszów Mazowiecki |
| 2     | Katerina Duskova     | Tschechien                |
| 3     | Magdalena Kobielusz  | AZS AWF Katowice          |
| 4     | Kamila Idziniak      | Trójwieś Beskidzka        |
| 5     | Aleksandra Kołodziej | LKS Witow Ski             |
| 6     | Eliska Polonska      | Tschechien                |

Datum: 11. März

Es waren 44 Läuferinnen am Start. Ausländische Teilnehmerinnen erhielten keine Medaillen

### 5 km klassisch
| Platz | Name                 | Verein                        | Zeit (min) |
| ----- | -------------------- | ----------------------------- | ---------- |
| 1     | Weronika Kaleta      | LKS Markam Wisniowa-Osieczany | 14:09,8    |
| 2     | Daria Szkurat        | KS Chochołów                  | 14:30,4    |
| 3     | Karolina Kalta       | LKS Markam Wisniowa-Osieczany | 14:57,7    |
| 4     | Zuzanna Fujak        | Trójwieś Beskidzka            | 15:00,5    |
| 5     | Aleksandra Kołodziej | LKS Witow Ski                 | 15:24,1    |
| 6     | Kamila Idziniak      | Trójwieś Beskidzka            | 15:24,8    |
| 7     | Andżelika Szyszka    | MKS Halicz Ustrzyki Dolne     | 15:27,3    |
| 8     | Magdalena Kobielusz  | AZS AWF Katowice              | 15:39,0    |
| 9     | Kristína Sivoková    | Slowakei                      | 15:41,2    |
| 10    | Weronika Jarecka     | LKS Klimczok Bystra           | 15:50,3    |

Datum: 29. Dezember

Es waren 49 Läuferinnen am Start.

### 10 km Freistil
| Platz | Name                   | Verein                        | Zeit (min) |
| ----- | ---------------------- | ----------------------------- | ---------- |
| 1     | Daria Szkurat          | KS Chochołów                  | 26:46,9    |
| 2     | Weronika Kaleta        | LKS Markam Wisniowa-Osieczany | 27:49,6    |
| 3     | Andżelika Szyszka      | MKS Halicz Ustrzyki           | 27:53,8    |
| 4     | Kamila Idziniak        | Trójwieś Beskidzka            | 28:17,7    |
| 5     | Barbora Klementová     | Slowakei                      | 28:30,5    |
| 6     | Zuzanna Fujak          | Trójwieś Beskidzka            | 28:41,2    |
| 7     | Aleksandra Kołodziej   | LKS Witow Ski                 | 29:01,4    |
| 8     | Weronika Jarecka       | LKS Klimczok Bystra           | 29:18,2    |
| 9     | Aleksandra Mikołajczyk | LZS Sokol Szczyrk             | 29:43,4    |
| 10    | Kristína Sivoková      | Slowakei                      | 29:52,4    |

Datum: 30. Dezember

Es waren 47 Läuferinnen am Start.

### 15 km Freistil Massenstart
| Platz | Name                   | Verein                              | Zeit (min) |
| ----- | ---------------------- | ----------------------------------- | ---------- |
| 1     | Izabela Marcisz        | Stowarzyszenie Sportowe Prządki-ski | 43:03,5    |
| 2     | Daria Szkurat          | KS Chochołów                        | 44:05,0    |
| 3     | Andżelika Szyszka      | MKS Halicz Ustrzyki                 | 44:37,7    |
| 4     | Magdalena Kobielusz    | AZS AWF Katowice                    | 44:39,7    |
| 5     | Karolina Kukuczka      | MKS Istebna                         | 45:01,8    |
| 6     | Ewelina Marcisz        | Stowarzyszenie Sportowe Prządki-ski | 45:40,9    |
| 7     | Zuzanna Fujak          | Trójwieś Beskidzka                  | 45:47,8    |
| 8     | Anna Probosz           | MKS Istebna                         | 46:59,9    |
| 9     | Julia Rucka            | MKS Istebna                         | 47:00,3    |
| 10    | Aleksandra Mikołajczyk | Sokół Szczyrk                       | 47:55,5    |

Datum: 12. März

Es waren 25 Läuferinnen am Start.

### Teamsprint Freistil
| Platz | Team                                                     | Zeit (min) |
| ----- | -------------------------------------------------------- | ---------- |
| 1     | MULKS Tomaszów MazowieckiKarolina Kuć Monika Skinder     | 19:07,57   |
| 2     | NKS Trójwieś BeskidzkaKamila Idziniak Zuzanna Fujak      | 19:10,99   |
| 3     | MKS Halicz Ustrzyki DolneOliwia Buśko Andżelika Szyszka  | 19:20,92   |
| 4     | MKS IstebnaKarolin Kukuczka Julia Rucka                  | 20:32,17   |
| 5     | LKS Klimczok BystraEmilia Dobija Weronika Jarecka        | 20:38,15   |
| 6     | Sokół SzczyrkAleksandra Mikołajczyk Weronika Mikołjaczyk | 20:47,86   |

Datum: 10. März

Es waren zehn Teams am Start.